# Neutrik
Die Neutrik AG ist ein in Schaan, Liechtenstein hauptansässiges Unternehmen, das Steckverbinder für Veranstaltungstechnik, Medien und Industrie entwickelt und herstellt. Seit April 2020 ist Chad Trevithick CEO des Unternehmens. Der Umsatz des Liechtensteiner Unternehmens ist öffentlich nicht bekannt.

## Geschichte
Dem Tiroler Akustik-Ingenieur Bernhard Weingartner fiel bei den Olympischen Winterspielen in Innsbruck 1964 auf, dass es immer wieder zu Tonausfällen kam. Grund dafür waren die beim österreichischen Fernsehen verwendeten DIN-Audiosteckverbinder, welche unter den Wettereinflüssen versagten. Weingartner wusste, dass der von ITT Cannon International/Switchcraft etablierte XLR-Steckverbinder wesentlich zuverlässiger wäre, doch waren diese Stecker sehr teuer und in Europa kaum erhältlich.
Weingartner begann 1974, zunächst allein, mit der Entwicklung einer preisgünstigen und dennoch hochqualitativen Version des XLR-Steckers. Sieben Monate später kam der Konstruktionszeichner Werner Bachmann dazu. Die Neutrik AG wurde 1975 von Bernhard Weingartner sowie von den Investoren Gebhard Sprenger und Josef Gstöhl gegründet. Das Unternehmen Neutrik stieg in den nächsten Jahren zum Weltmarktführer von XLR-Audiosteckverbindungen auf. Die Neutrik-Steckverbinder wurden in der Norm IEC 61076-2-103 zum Bühnen- und Studiostandard normiert.
1987 wurden auf der Basis einer Erfindung und eines Patents von Bernhard Weingartner die Speakon-Lautsprecherstecker entwickelt. 
Im Jahr 2000 entstand aus der Neutrik-Messtechnikabteilung durch ein Management-Buy-out die selbstständige NTi Audio AG als Hersteller von akustischer Messtechnik. Das Qualitätsmanagement der Neutrik AG ist nach ISO 9001:2008 zertifiziert.

## Konzernstruktur
Die Neutrik Gruppe unterhält 9 Niederlassungen und ein Vertriebsnetzwerk in mehr als 80 Ländern, die für die technische Unterstützung vor Ort sorgen.
- Neutrik Vertriebs GmbH in Deutschland
- Neutrik (UK) Ltd., Produktionsstätte und Verkaufsorganisation in Grossbritannien
- Neutrik France SARL in Frankreich
- Neutrik USA Inc. in den USA
- Neutrik Limited in Japan
- Neutrik Hong Kong Ltd., zuständig für Hong Kong und Süd-China
- Ningbo Neutrik Trading Co., Ltd., Produktionsstätte und Verkaufsorganisation Nord-China
- H. Adam GmbH in Deutschland
- Contrik AG in der Schweiz

## Produkte
Neutrik AG besitzt zahlreiche Patente und Markenrechte. Die Firma entwickelte die Spannzangen-Zugentlastung für Kabel, die bei der Montage das Kabel umfassend umschliesst, es entgegen der Zugbelastungsrichtung festhält und so gegen Herausreissen sichert. Umgangssprachlich gilt die Marke Neutrik in der Broadcast- und Messtechnik als Synonym für mehrpolige Stecker, teils mit Einrast- oder Bajonettverriegelungen. Die Produktpalette von Neutrik setzt sich aus dem Bereich Kupfer (Speakon, PowerCon, powerCON TRUE1, etherCON, mediaCON, silent PLUG), Glasverbindungen (OpticalCon, DRAGONFLY) sowie kabellosen Systemen (XIRIUM) zusammen.

## Auszeichnungen
NEUTRIKs opticalCON powerMONITOR gewann den EMEA+ InAVation Award 2011 in der Kategorie „Most InAVative Commercial AV Accessory 2011“. Der Preis wurde im Rahmen der Integrated Systems Europe 2011 in Amsterdam verliehen.